# Zopir II.
Zopir II. (grč. Ζώπυρος; Zopyrus) je bio perzijski plemić iz 5. stoljeća pr. Kr. Njegov otac bio je Megabiz II., poznat po gušenju babilonijske pobune (484. pr. Kr.) i sudjelovanju u Kserksovoj ekspediciji protiv Grčke (480. pr. Kr.), a majka Amitis, kćer perzijskog velikog kralja Kserksa. Ime je vjerojatno dobio prema djedu (Megabizovom ocu) Zopiru koji bio bliski suradnik Darija Velikog i najzaslužniji general za osvajanje pobunjenog Babilona (522. pr. Kr.). Zopir II. imao je brata Artifija, koji je zajedno sa Zopirom i Megabizom sudjelovao u pobuni protiv Artakserksa I. Prema Herodotu i Kteziju, zbog neslaganja s perzijskom politikom godine 441. pr. Kr. prebjegao je u Atenu koja je bila najveći neprijatelj Perzijskog Carstva.

## Poveznice
- Megabiz II.
- Amitis (Kserksova kći)
- Artifije

## Vanjske poveznice
- Zopir (Zopyrus), AncientLibrary.com  Arhivirana inačica izvorne stranice od 11. svibnja 2006. (Wayback Machine)